# Horror punk
L'horror punk è un sottogenere del punk rock, nato all'inizio degli anni ottanta negli Stati Uniti dove il linguaggio ed i temi si ispirano ai B-Movies di genere horror.
L'horror punk viene accomunato al death rock, genere però più vicino al rockabilly ed al gothic rock, e lontano dall'hardcore punk e dal metal.
Tra gli ispiratori sono da annoverare i Damned che introdussero nei loro brani immaginari tratti da film horror e fantascienza come in Plan 9 Channel 7 ispirato al film Plan 9 from Outer Space.
I capostipiti ed i più influenti furono i Misfits di Glenn Danzig, autori di tre album; a loro si sono poi ispirati gruppi come Balzac, Samhain, 45 Grave, Rosemary's Babies, e Mourning Noise.
Questo stile ha influenzato inoltre molti artisti che ebbero successo negli anni novanta e oltre come Wednesday 13, Marilyn Manson, Rob Zombie, Murderdolls e Avenged Sevenfold.